# 大破壊
大破壊（だいはかい、Grand Slam）は、ゲーム『アーマード・コア』シリーズにおいて登場する架空の戦争。

## 概要
『AC』シリーズはこれまでに3つの世界でストーリーが展開しており、大破壊という用語は『アーマード・コア』から『アーマード・コア2 アナザーエイジ』までの世界と、『アーマード・コア3』から『アーマード・コア ラストレイヴン』までの世界に登場する。  
その内容には若干の相違があるものの、いずれも全世界規模で人類と地球環境がダメージを受けた点と、これによって国家という概念が消滅した点は共通している。 

## 『AC』〜『AC2AA』における大破壊
こちらの世界における大破壊は、初代『AC』の50年前（地球暦106年）に勃発した、人類史上最後の国家間戦争として位置づけられている。
その背景には、極大まで膨れ上がった自由経済の歪みがある。まず、先進国においてはスラム化と環境汚染が加速度的に進む一方、途上国では開発援助という名の詐取が横行していた。そして、埋まらない経済格差と人口増加、自然破壊に伴う環境破壊と食糧不足が国家による統治への不信感として表面化することとなった。
そういった流れの中、大国に対するテロリズムを途上国の指導者が容認とも取れる発言を行ったことによって両者の対立が決定的なものとなり、小規模な地域紛争が頻発する。しかし、これをきっかけに民衆の不満が爆発し、全世界規模での暴動へと発展する事となる。
これに対し大国は核兵器をも上回る大量破壊兵器を投入して事態の解決を図った。しかし、同様の事を他の国家も行った結果、自然環境や生態系を含め、地上は灰燼と化す（海面の上昇により沿岸部の都市は全滅し、5年以上に渡る火災が熱帯雨林の大半を焼き尽くしている）。僅かに生き延びた人類は地下都市への移住を余儀なくされ、国家という概念ももはや消え去ることとなった。
なお、作中において、一種のオーバーテクノロジーとして大破壊以前の技術が登場することがある。初代『AC』においてはムラクモ・ミレニアムがかつて地上を焼き尽くした衛星砲"ジャスティス"の再起動を図ったほか、AC2に登場したディソーダーや火星テラフォーミング計画は、大破壊以前のテクノロジーがその根底にある（ただし、ディソーダーについては未だ不明な点が多い）。

## 『AC3』〜『ACLR』における大破壊
こちらの世界における大破壊は、『AC3』本編の数百年前に起こった惑星規模の災厄であり、災害によるものか、あるいは戦争によって人為的に引き起こされたものであるかは明らかになっていない。また、そもそもその発生時期自体が、AC3の舞台である地下都市レイヤードの"管理者"による情報操作の影響によって、不明確なものとなっている（管理者は1日、1年の長さといった暦法そのものを変更することがあった）。
この災害を生き延びた僅かな人々は、あらかじめこの災害を予見していた複数の国家によって建造されていた大規模複合地下都市"レイヤード"への移住を行い、以後数百年の長きに渡り、地下での生活を送ることとなる。そして、こちらの世界においても『国家』という概念は消え失せることとなった。
なお、大破壊以前に開発されたであろう遺物としては、『AC3SL』に登場した衛星砲や『ACLR』のパルヴァライザーやインターネサイン、特攻兵器を挙げることができる。
『ACNX』と『ACLR』によって『AC3』〜『ACLR』における大破壊は上記のインターネサインによって生産された大量の特攻兵器によるものと判明した。（エクストラガレージの設定）

## 『AC4』における大破壊
上記の作品とは異なる別世界の『AC4』には、大破壊と呼ばれる災厄は存在しない。しかし国家という枠組みが消滅し、それぞれの企業が代わって支配するようになった点についてはネクストACによる国家解体戦争が、地球環境に深刻なダメージを与えた点についてはネクストACの動力源でもあり汚染物質でもあるコジマ粒子の無秩序な拡散をもたらしたリンクス戦争がそれぞれ該当する。